# Konfrontacja izraelsko-palestyńska (2011)
Konfrontacja izraelsko-palestyńska rozpoczęła się 18 sierpnia 2011 atakiem terrorystycznym na autobus w południowej części Izraela. W odwecie izraelskie lotnictwo zbombardowało Strefę Gazy, po czym bojówki palestyńskie ostrzelały rakietami terytorium Izraela.

## Przebieg wydarzeń
18 sierpnia w południe trzech uzbrojonych napastników ostrzelało za pomocą granatów, granatników i broni maszynowej autobus linii nr 392, przewożący cywilów i żołnierzy na drodze ekspresowej nr 12, pomiędzy miastami Micpe Ramon i Ejlat.
Napastnicy atakowali także inne pojazdy, używając pociska przeciwpancernego, zabijając pasażerów. Ostrzelany autobus nie zatrzymał się, więc jeden z terrorystów odpalił ładunki wybuchowe, dokonując zamachu samobójczego, w wyniku którego śmierć poniósł kierowca.

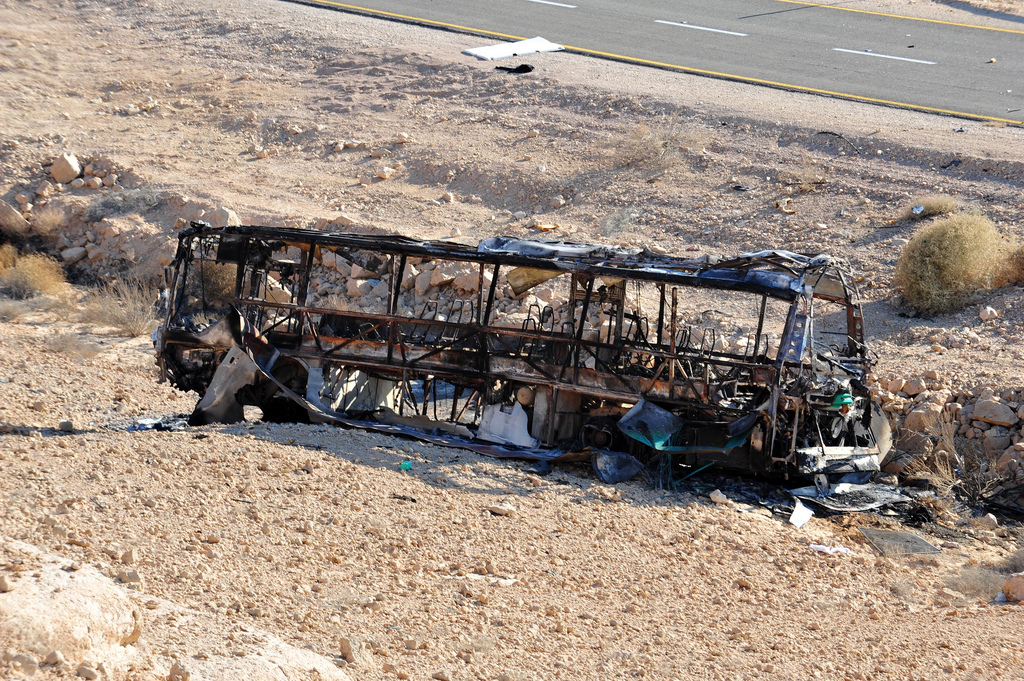
Spalony izraelski autobus

W międzyczasie nad miejscem zamachu przelatywał samolot izraelskich sił powietrznych. Bojownicy wystrzelili w jego kierunku granatnik RPG, jednak nie osiągnęli celu. Na miejscu wydarzeń przejeżdżał jeepem żołnierz z 1. Brygady Golani, który też został zastrzelony. Na miejsce przybyli kolejni żołnierze, którzy zastrzelili dwóch napastników. W czasie walk zginął jeden żołnierz.
Ok. 13:30 zaatakowali kolejne pojazdy zabijając czterech cywili. Siły Obronne Izraela udały się w pościg za domniemanymi sprawcami i podczas wymiany ognia zabiły wszystkich siedmiu zamachowców. Ponadto dwóch funkcjonariuszy egipskiej centralnej agencji ds. bezpieczeństwa zostało zabitych przy granicy egipsko-izraelskiej podczas pościgu sił izraelskich za zamachowcami.
Kilka godzin po atakach na południu Izraela, lotnictwo zaatakowało Strefę Gazy. W izraelskich nalotach zginęło 14 osób, w tym szef Ludowych Komitetów Oporu Kamal al-Nairab, a także dowódca wojskowy i trzej inni członkowie tej frakcji. Jeszcze przed izraelskim odwetem Hamas nakazał ewakuacje, ewakuację urzędów i stanowisk dowodzenia sił bezpieczeństwa, a liderzy organizacji terrorystycznej odżegnali się od ataków.
Wieczorem 18 sierpnia ze Strefy Gazy wystrzelono pocisk, który spadł na Aszkelon, natomiast druga rakieta typu Grad została przechwycona przez system obrony Żelazna Kopuła.
W nocy z 18 na 19 sierpnia i rankiem na Izrael spadło 10 rakiet Grad. Jedna z rakiet uderzyła w szkołę talmudyczną w mieście Aszdod, raniąc dwie osoby, w tym jedną ciężko. Rakiety spadły także na Aszkelon, Eszkol, Sederot i Gederę. Dwie rakiety lecące na dzielnice mieszkaniowe Aszkelonu zostały przechwycone i zniszczone przez przeciwrakietową baterię Żelaznej Kopuły. System obronny został też umieszczona w Ber Szewie.